# Aconitum brevicalcaratum
Aconitum brevicalcaratum là một loài thực vật có hoa trong họ Mao lương. Loài này được (Finet & Gagnep.) Diels mô tả khoa học đầu tiên năm 1912.